# Abbaye Saint-Dominique de Silos
L'abbaye Saint-Dominique de Silos (Monasterio de Santo Domingo de Silos) est  une abbaye bénédictine appartenant à la congrégation de Solesmes. Elle a été fondée au Xe siècle dans le nord de la Castille, dans la partie orientale d'une petite vallée que le premier document des archives de Silos, datant de 954, désigne comme la vallée de Tabladillo. Aujourd'hui, elle se situe dans le village de Santo Domingo de Silos, dans la partie sud de la province de Burgos. 

## Histoire
Située dans une contrée montagneuse, la vie monastique y a commencé au IXe siècle au moment du début de la reconquête castillane. C'est à partir du Xe siècle que les documents font mention d'un monastère Saint-Sébastien de Silos. C'est en 1041 qu'une lettre du roi Ferdinand de Castille mentionne le moine émilien Dominique qui en est l'abbé. Il meurt le 20 décembre 1073 après avoir relevé le monastère et lui avoir donné un nouvel essor. Considéré comme thaumaturge, Dominique de Silos est canonisé en 1076 et l'endroit devient lieu de pèlerinage. Divers bâtiments romans sont construits.
Devenu abbaye Saint-Dominique de Silos, le monastère s'agrège en 1512 à la congrégation bénédictine de Valladolid. Au XVIIIe siècle, l'architecte Ventura Rodríguez construisit une église néo-classique et modernisa l'abbaye, tout en respectant le cloître roman. C'est pour cette raison qu'aujourd'hui l'abbaye se compose d'une partie médiévale et d'une partie néo-classique.

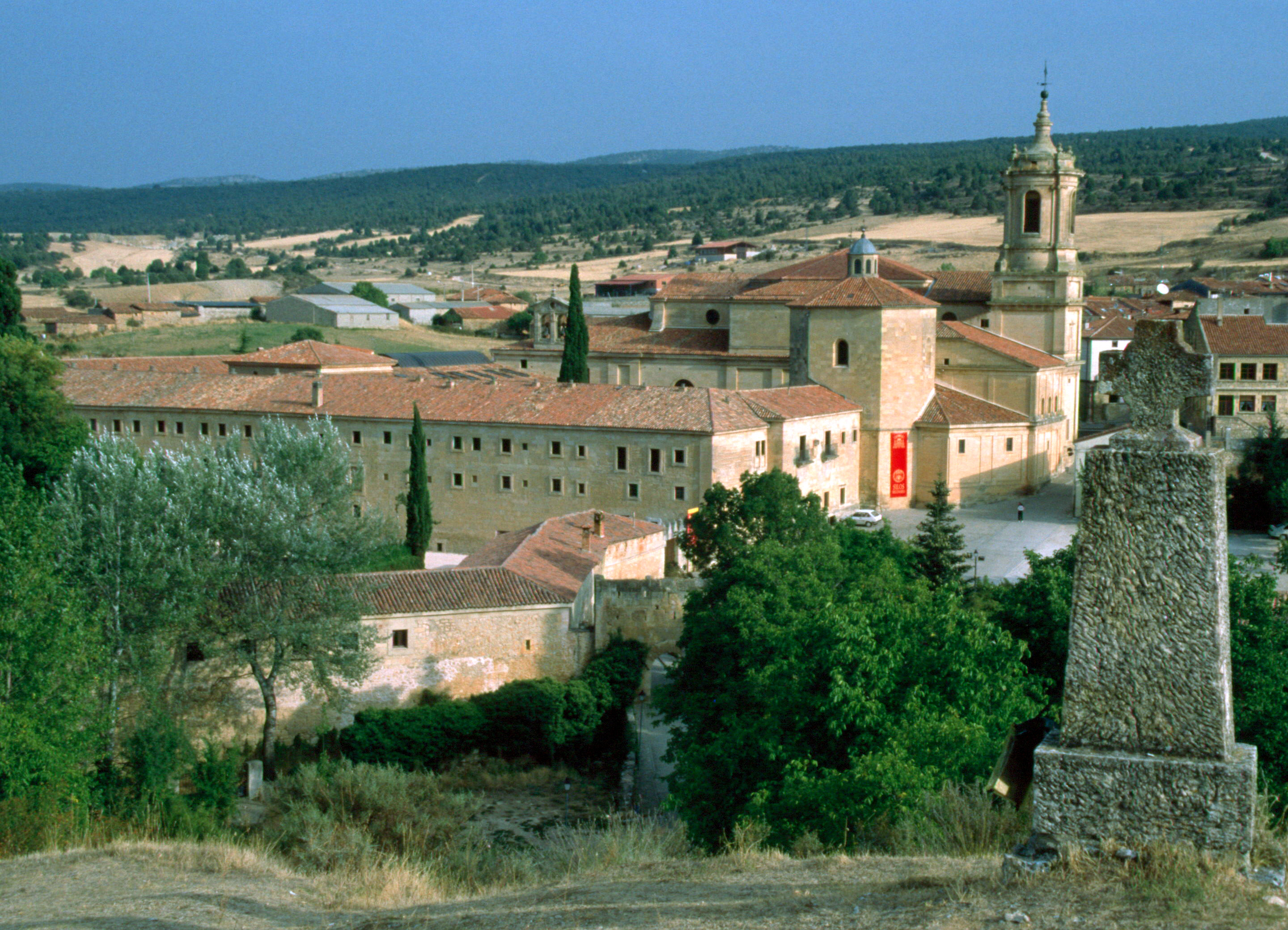
Vue générale de l'abbaye à Santo Domingo de Silos.

L'abbaye est expropriée et les moines dispersés par les décrets de Mendizábal en novembre 1835. La vie monastique reprend le 18 décembre 1880, lorsque de jeunes moines de l'abbaye Saint-Martin de Ligugé en France rachètent l'endroit. L'abbaye, qui n'est alors que prieuré, entre dans la congrégation de Solesmes sous la direction de Dom Hildefonse Guépin. Silos est alors sauvée de la destruction totale. Les moines parviennent à sauver les murs, mais aussi les archives médiévales et à restaurer la liturgie.
Silos a fondé à son tour plusieurs maisons, comme l'abbaye de Leyre en Navarre, Notre-Dame d'Estibaliz dans la province d'Alava, et des maisons en Argentine et au Mexique.
Elle édite des disques de chants grégoriens mondialement connus.

## Le cyprès de Silos
À leur arrivée, les moines plantent dans le cloître un cyprès qui est aujourd'hui l'emblème du monastère.
Après une visite du monastère, le poète Gerardo Diego (1896-1987) a composé son fameux sonnet El ciprés de Silos, considéré comme un des meilleurs sonnets de la littérature espagnole.
« Enhiesto surtidor de sombra y sueño

que acongojas el cielo con tu lanza.

Chorro que a las estrellas casi alcanza

devanado a sí mismo en loco empeño.

Mástil de soledad, prodigio isleño,

flecha de fe, saeta de esperanza.

Hoy llegó a ti, riberas del Arlanza,

peregrina al azar, mi alma sin dueño.

Cuando te vi señero, dulce, firme,

qué ansiedades sentí de diluirme

y ascender como tú, vuelto en cristales,

como tú, negra torre de arduos filos,

ejemplo de delirios verticales,

mudo ciprés en el fervor de Silos ».

## Galerie

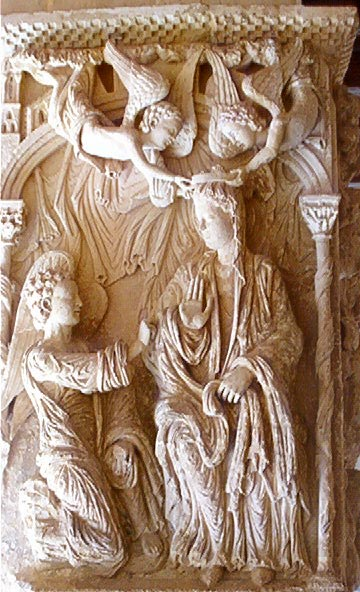
L'annonciation à Marie.
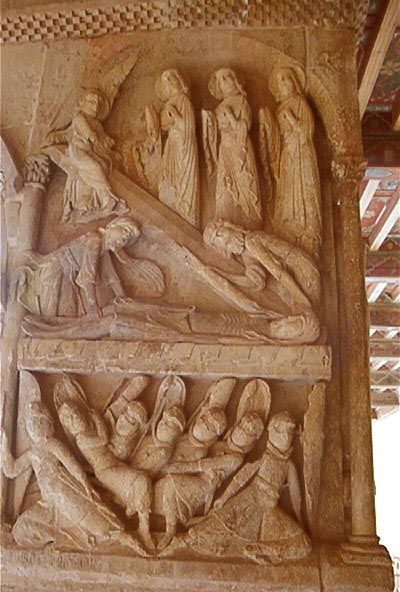
Le sépulcre.
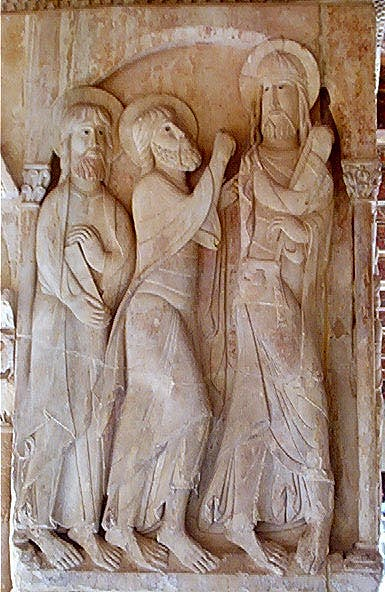
Les disciples d'Emmaüs.
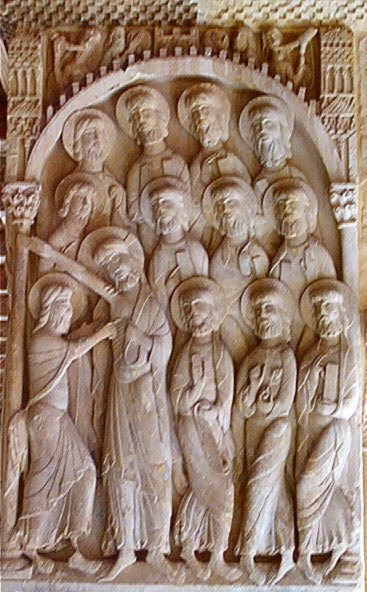
Le doute de Saint Thomas.
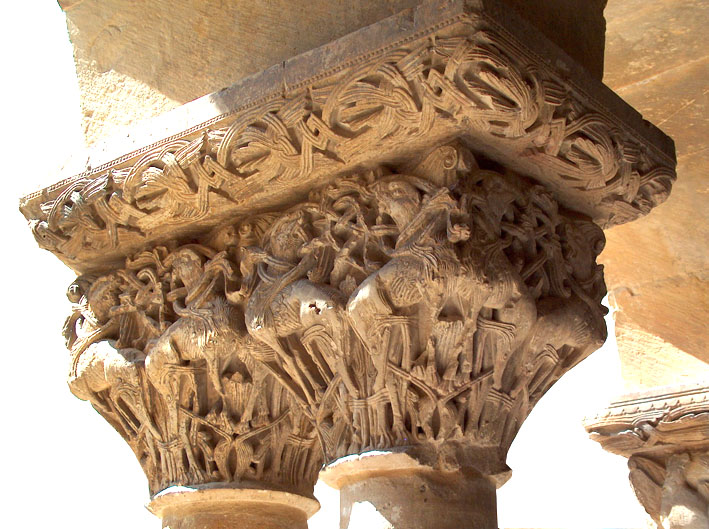
Chapiteau double du 1er maître.
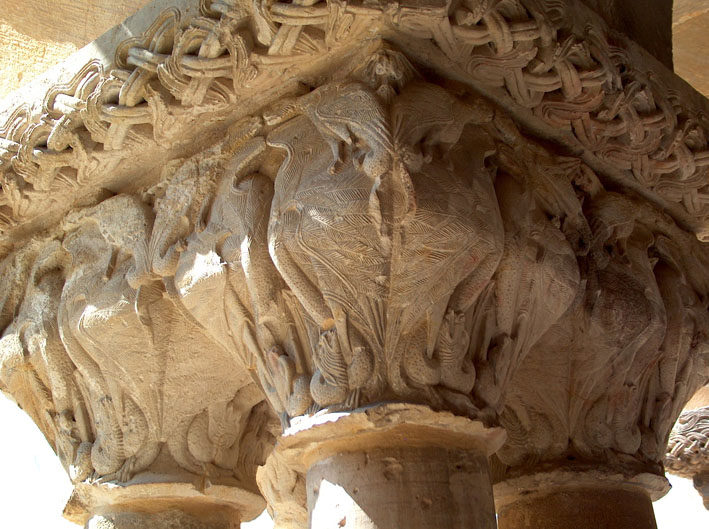
Chapiteau quadruple du 1er maître.
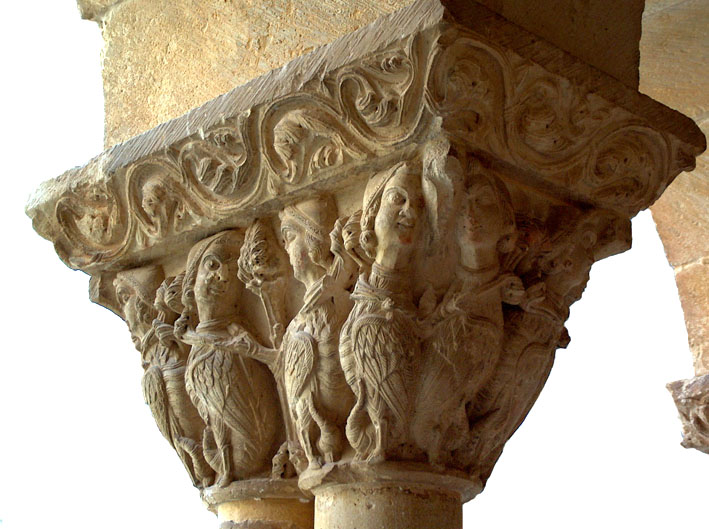
Chapiteau double du 2e maître.
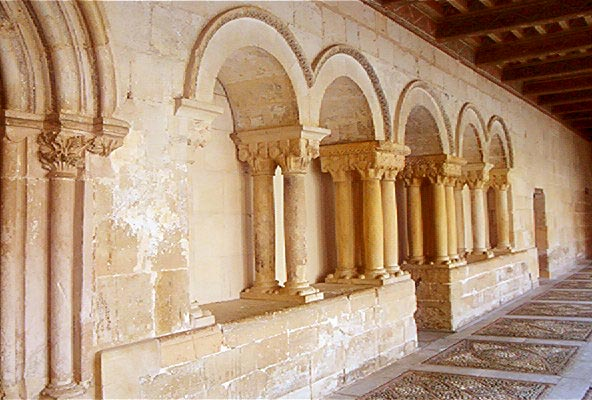
Façade de la salle capitulaire.
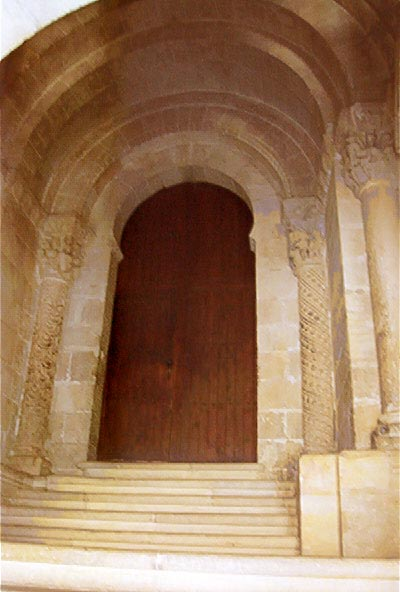
Porte des Vierges.
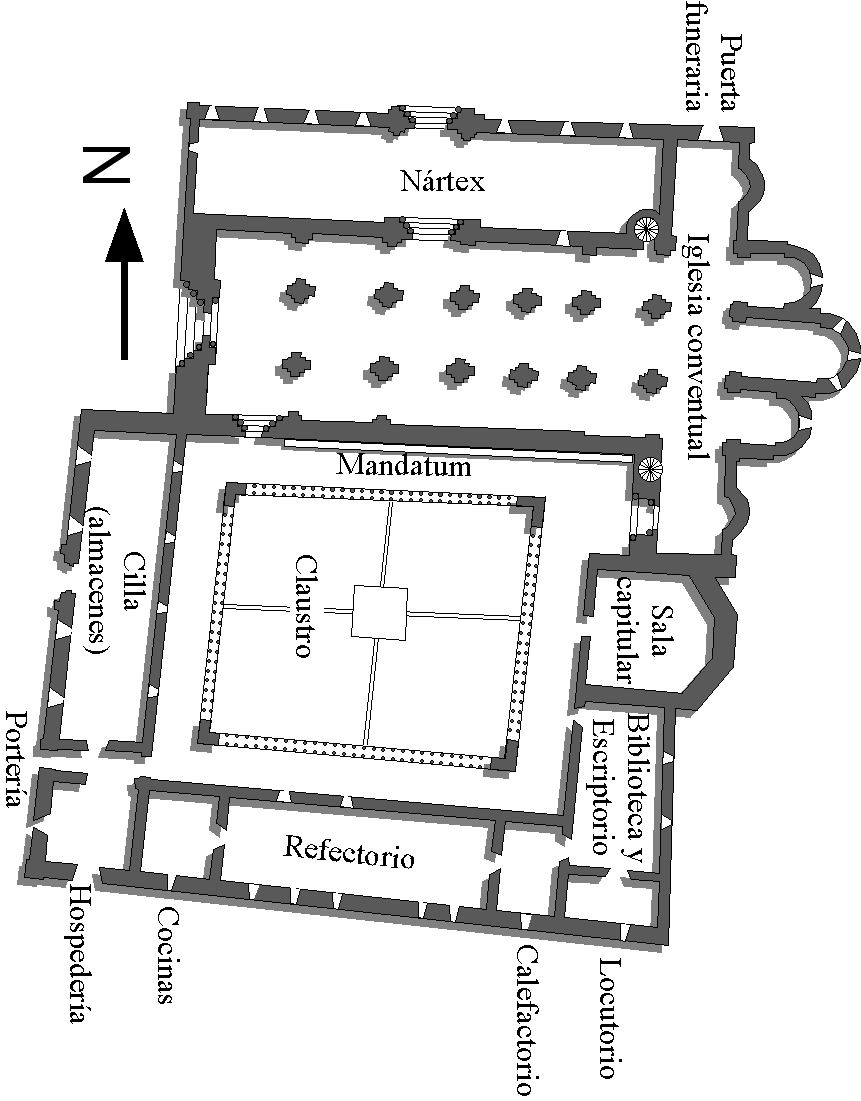
Plan du monastère primitif, tel qu'il était au XIIe siècle.